# Irwin Shaw
Pour les articles homonymes, voir Shaw.
Irwin Shaw (né Irwin Gilbert Shamforoff, 27 février 1913 à Brooklyn - 16 mai 1984) est un écrivain, scénariste et producteur américain.

## Biographie
Irwin Shaw est le fils d'un petit commerçant juif immigré de Russie. Jeune homme, il écrit déjà des scénarios qui sont joués à la radio.
En 1942, il s'engage comme simple soldat, se bat en Afrique du Nord, au Proche-Orient, en France et en Allemagne. Il fit partie de l'équipe de tournage de George Stevens chargé de couvrir la libération de l'Europe.
Dans les années 1950, il fut l'une des victimes du maccarthisme et inscrit sur la liste noire du cinéma et s'installe à Klosters en Suisse.
En 1948, paraît Le Bal des maudits, dont le titre original est The Young Lions (adapté au cinéma en 1958 par Edward Dmytryk). C'est une œuvre d'une lucidité rare sur la guerre, l'armée, les humains.
En 1960, il publie Quinze jours ailleurs (adapté au cinéma en 1962 par Vincente Minnelli). C'est aussi sa lucidité qui fait l'attrait de son autre roman, connu aussi sous le nom de Entrez dans la danse, paru en 1970, mais dont le titre original est Le Riche et le pauvre. En 1974, il est membre du jury du Festival de Cannes. Irwin Shaw meurt d'un cancer de la prostate en 1984 à Davos en Suisse, près de son chalet de Klosters. Il a vécu vingt-cinq ans en Europe. Son épouse Marian (fille de l'acteur Snitz Edwards) est décédée en 1996 à 80 ans.

## Œuvres

### Romans
- Le Bal des maudits (The Young Lions) (1948)
- The Troubled Air, 1951, Ondes troubles (sur le maccarthysme en milieu radiophonique, avec un beau personnage d'idiot utile)
- Lucy Crown (en), 1956
- Quinze jours ailleurs (Two Weeks in Another Town), 1960
- Voices of a Summer Day, 1965
- Le Riche et le pauvre (Rich Man, Poor Man), 1969/1970, (partiellement paru dans Playboy)
- Evening in Byzantium, 1973
- Night Work, 1975
- Beggarman, Thief (en), 1977
- Le Mendiant et le voleur, 1978
- The Top of the Hill, 1979
- Bread Upon the Waters, 1981
- Acceptable Losses, 1982

### Nouvelles
- Sailor off the Bremen
- Welcome to the City
- Act of Faith
- The Girls in Their Summer Dresses
- Mixed Company
- Tip on a Dead Jockey
- Love on a Dark Street
- God Was Here, But He Left Early (1973)
- Short Stories: Five Decades (1978)

### Non-fiction
- In the Company of Dolphins
- Paris! Paris! (1976)

### Théâtre
- Bury the Dead, New York, Ethel Barrymore Theatre, avril 1936,
- Siege, New York, Longacre Theatre, décembre 1937,
- The Gentle People, New York, Belasco Theatre, janvier 1939 ; adaptation parisienne en 1952 sous le titre de "Philippe et Jonas"
- Quiet City (en), New York, Belasco Theatre, mars 1939; La pièce dispose d'une musique de scéne éponyme, Quiet City composée par Aaron Copland,
- Retreat to Pleasure, New York, Belasco Theatre, 1940,
- Sons and Soldiers, New York, Morosco Theatre, mai 1943,
- The Assassin, New York, National Theatre, octobre 1945,
- The Survivors (avec Peter Viertel), New York, Playhouse Theatre, janvier 1948
- Children From Their Games, New York, Morosco Theatre, avril 1963,
- A Choice of Wars, Glasgow, Écosse, Glasgow Citizens Theatre, 1967.

### Filmographie

#### Comme scénariste
- 1936 : The Big Game (en)
- 1942 : La Justice des hommes (The Talk of the Town)
- 1942 : Le commando frappe à l'aube (Commandos Strike at Dawn) de John Farrow
- 1948 : Arc de triomphe (Arch of Triumph)
- 1951 : Face à l'orage (I Want You)
- 1953 : Un acte d'amour
- 1954 : Ulysse (Ulisse)
- 1957 : L'Enfer des tropiques (Fire Down Below)
- 1957 : Contrebande au Caire (Tip on a Dead Jockey), de Richard Thorpe
- 1958 : Désir sous les ormes (Desire Under the Elms)
- 1958 : Barrage contre le Pacifique (This Angry Age)
- 1961 : Le Grand Risque (The Big Gamble)
- 1968 : Élo Antigoné (TV)
- 1969 : Trois (Three) de James Salter (adaptation)

#### Comme producteur
- 1963 : À la française (In the French Style)